# Попо II фон Вертхайм
Попо II фон Вертхайм (на немски: Poppo II von Wertheim; * ок. 1170; † май 1238) е граф на Вертхайм.

## Произход
Той е единственият син на граф Попо I фон Вертхайм (* ок. 1148; † 1212) и втората му съпруга Кунигунда фон Краутхайм (* ок. 1152; † ок. 1212). По баща е внук на граф Герхард фон Вертхайм (* ок. 1130/1160) и правнук на граф Волфрам II фон Вертхайм (* ок. 1108; † 1158).

## Фамилия
Попо II се жени за Мехтилд фон Боксберг, родена в Регенсбург († сл. 1233). Те имат децата:
- Хайнрих
- дете
- Попо III фон Вертхайм (* ок. 1190; † 11 февруари 1260), женен пр. април 1243 г. за Кунигунда фон Ринек († 1288), дъщеря на граф Лудвиг II фон Ринек
- Рудолф I фон Вертхайм († сл. 1244)
- Рапото